# Вілсон (Вайомінг)
Вілсон (англ. Wilson) — переписна місцевість (CDP) в США, в окрузі Тетон штату Вайомінг. Населення — 1567 осіб (2020).

## Географія
Вілсон розташований за координатами 43°28′27″ пн. ш. 110°54′59″ зх. д. / 43.47417° пн. ш. 110.91639° зх. д. (43.474124, -110.916368).  За даними Бюро перепису населення США в 2010 році переписна місцевість мала площу 60,71 км², з яких 59,46 км² — суходіл та 1,24 км² — водойми.

## Демографія
Згідно з переписом 2010 року, у переписній місцевості мешкали 1482 особи в 674 домогосподарствах у складі 364 родин. Густота населення становила 24 особи/км².  Було 931 помешкання (15/км²).
Расовий склад населення:
| - 97,5 % — білих - 0,8 % — азіатів - 0,3 % — корінних американців - 0,2 % — чорних або афроамериканців |

До двох чи більше рас належало 0,9 %. Частка іспаномовних становила 1,8 % від усіх жителів.
За віковим діапазоном населення розподілялося таким чином: 19,0 % — особи молодші 18 років, 66,7 % — особи у віці 18—64 років, 14,3 % — особи у віці 65 років та старші. Медіана віку мешканця становила 42,1 року. На 100 осіб жіночої статі у переписній місцевості припадало 108,7 чоловіків;  на 100 жінок у віці від 18 років та старших — 114,1 чоловіків також старших 18 років.
Середній дохід на одне домашнє господарство  становив 123 462 долари США (медіана — 94 792), а середній дохід на одну сім'ю — 126 018 доларів (медіана — 95 729). За межею бідності перебувало 2,9 % осіб, у тому числі 0,0 % дітей у віці до 18 років та 0,0 % осіб у віці 65 років та старших.
Цивільне працевлаштоване населення становило 881 осіб. Основні галузі зайнятості: освіта, охорона здоров'я та соціальна допомога — 21,0 %, фінанси, страхування та нерухомість — 16,0 %, науковці, спеціалісти, менеджери — 15,4 %.